# Agnieszka Kotlarska

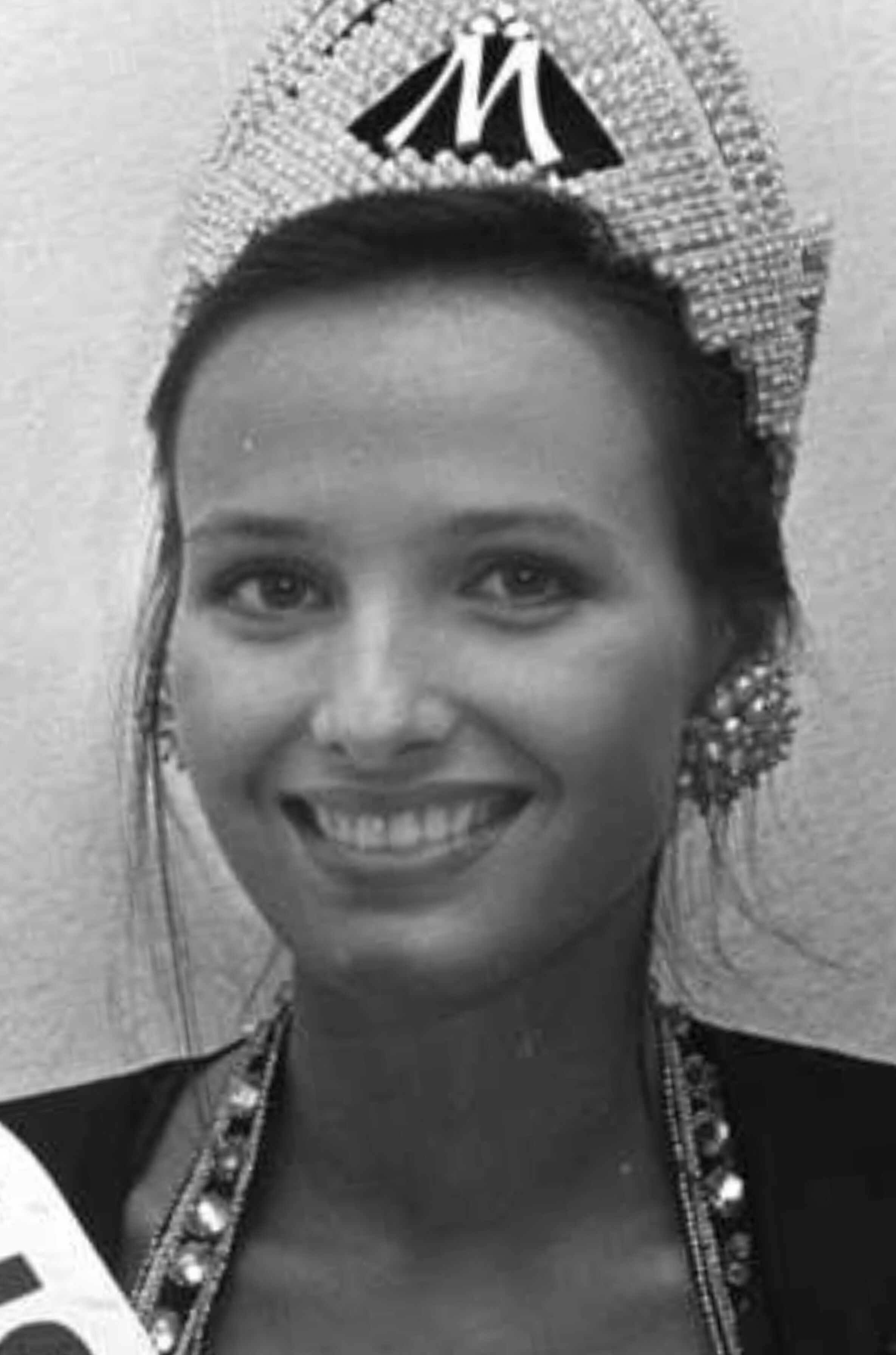
Agnieszka Kotlarska vào năm 1991

Agnieszka Kotlarska (1970-27 tháng 8 năm 1996) làHoa hậu Quốc tế đầu tiên đến từ Ba Lan. Cô đăng quang năm 1991.
Agnieszka phát triển sự nghiệp người mẫu của mình tại New York nơi cô làm đại diện cho những nhãn hàng danh tiếng như Ralph Lauren hay Calvin Klein, trước khi trở về Ba Lan và định cư tại Maślice.
Agnieszka bị ám sát bằng dao găm vào ngày 27 tháng 8 năm 1996. Chồng cô - Jarosław Świątek cũng bị thương nặng trong vụ ám sát này.